# 終わらないメロディーを歌いだしました。
「終わらないメロディーを歌いだしました。」（おわらないメロディーをうたいだしました）は、小松未可子の楽曲。i-depのナカムラヒロシにより制作された。小松の3枚目のシングルとして2013年7月24日にスターチャイルドから発売された。

## 概要
小松のシングルとしては前作「冷たい部屋、一人／夏至の果実」から約9か月ぶりのリリースとなる。
本曲は、テレビアニメ『神さまのいない日曜日』のエンディングテーマに起用された。タイトルは当初「終わらないメロディー」であったが、楽曲制作者のナカムラに「歌いだしました。」まで入れた方が先の展開への好奇心を触発し、世界観を引き立てると言われたため現行のタイトルになったという。曲はピアノの低音で始まる壮大な楽曲に仕上がっており、デモの段階でも「SOUDAI」というタイトルが付けられていた。Aメロは対話を思わせる箇所で始まるが、これはナカムラとの話し合いで思わず口から出たフレーズを入れた方が面白いとのことで挿入された。
シングルは初回限定盤（KICM-91464）と通常盤（KICM-1465）の2種リリースで、初回限定盤には本曲のPVを収録したDVDが同梱されている。
初回限定盤の2曲目「LISTEN!!」は、『リスアニ! TV』内の「みかこっそり探検隊」で自身の楽曲をヒャダインがプロデュースする「ヒャダこしオープニングプロジェクト」で企画された楽曲で、探検隊の解散式で実際に制作することが発表された。そのためキレた声、萌え声、男の子のような声を挿入するなど遊び要素も盛り込まれている。

## 収録曲

### 初回限定盤
| #         | タイトル                                                                                           | 作詞・作曲     | 編曲           | 時間  |
| --------- | -------------------------------------------------------------------------------------------------- | -------------- | -------------- | ----- |
| 1.        | 「終わらないメロディーを歌いだしました。」(テレビアニメ『神さまのいない日曜日』エンディングテーマ) | ナカムラヒロシ | ナカムラヒロシ | 5:10  |
| 2.        | 「LISTEN!!」                                                                                       | 前山田健一     | 前山田健一     | 3:37  |
| 3.        | 「終わらないメロディーを歌いだしました。（inst）」                                                 |                |                | 5:10  |
| 4.        | 「LISTEN!!（inst）」                                                                               |                |                | 3:35  |
| 合計時間: | 合計時間:                                                                                          | 合計時間:      | 合計時間:      | 17:32 |

| #  | タイトル                                         | 作詞 | 作曲・編曲 |
| -- | ------------------------------------------------ | ---- | ---------- |
| 1. | 「終わらないメロディーを歌いだしました。（MV）」 |      |            |

### 通常盤
| 全作詞・作曲・編曲: ナカムラヒロシ。 |                                                              |                |                |      |
| #                                    | タイトル                                                     | 作詞           | 作曲・編曲     | 時間 |
| 1.                                   | 「終わらないメロディーを歌いだしました。」                   | ナカムラヒロシ | ナカムラヒロシ | 5:10 |
| 2.                                   | 「ABC（終わらないサンバを刻みはじめました。 ver.）」         | ナカムラヒロシ | ナカムラヒロシ | 4:06 |
| 3.                                   | 「終わらないメロディーを歌いだしました。（inst）」           | ナカムラヒロシ | ナカムラヒロシ | 5:10 |
| 4.                                   | 「ABC（終わらないサンバを刻みはじめました。 ver.）（inst）」 | ナカムラヒロシ | ナカムラヒロシ | 4:04 |
| 合計時間:                            | 合計時間:                                                    | 18:31          |                |      |